# Xã Highland, Quận Adams, Pennsylvania
Xã Highland (tiếng Anh: Highland Township) là một xã thuộc quận Adams, tiểu bang Pennsylvania, Hoa Kỳ. Năm 2010, dân số của xã này là 943 người.